# Friuli Latisana Refosco dal peduncolo rosso riserva
Le Friuli Latisana Refosco dal peduncolo rosso riserva est un vin rouge italien de la région Frioul-Vénétie Julienne doté d'une appellation DOC depuis le 19 mai 1975. Seuls ont droit à la DOC les vins rouges récoltés à l'intérieur de l'aire de production définie par le décret. Les vignobles autorisés se situent en provinces de Pordenone et d'Udine dans les communes de Castions di Strada, Latisana, Lignano Sabbiadoro, Muzzana del Turgnano, Morsano al Tagliamento, Palazzolo dello Stella, Pocenia, Precenicco, Rivignano, Ronchis, Teor et Varmo.
Vieillissement minimum légal : deux ans.
Le Friuli Latisana Refosco dal peduncolo rosso riserva répond à un cahier des charges plus exigeant que le Friuli Latisana Refosco dal peduncolo rosso, essentiellement en relation avec le vieillissement. Voir aussi l’article Friuli Latisana Refosco dal peduncolo rosso superiore

## Caractéristiques organoleptiques
- couleur : rouge rubis avec des reflets violacés
- odeur : intense, agréable, légèrement épicé
- saveur : caractéristique, fin, légèrement épicé

Le Friuli Latisana Refosco dal peduncolo rosso riserva se déguste à une température de 14 à 16 °C et il se gardera 1 – 3 ans.

## Production
Province, saison, volume en hectolitres :
- pas de données disponibles